# Christoffer Godskesen Lindenov
Christoffer Godskesen Lindenov til Lindersvold, Bækkeskov og St. Restrup (født omkring 1612, død 1679) var en dansk admiral.
Lindersvold er en herregård i Roholte Sogn (Fakse Herred). Godset er oprettet af Christoffer Clausen Lindenov (død 1593) og hans enke Sophie Hartvigsdatter Pless (død 1602). Godset blev herefter ejet af sønnen Godske Christoffersen Lindenov, siden hans enke Karen Henriksdatter Gyldenstierne (død 1654). Han var søn af Godske Christoffersen Lindenov (død 1612) og Karen Gyldenstjerne. Han genopbyggede hovedgården efter ødelæggelser under svenskekrigene, men solgte det i 1672 til svigersønnen Axel Urne til Årsmarke (nu Knuthenborg), der var gift med datteren Anna Elisabeth Lindenov.
I 1629 kom han til Sorø Akademi og fik 1635 en årlig kongelig pension for at uddanne sig i søtjeneste i udlandet.
I januar 1645 fik han bestalling som Holmens admiral. Forholdene på Holmen var under hans forgænger, Erik Ottesen Orning, kommet i slem forfatning, og vanskelighederne ved at forbedre dem steg som følge af, at rigshofmesteren Corfitz Ulfeldt begunstigede enkelte, tilmed uærlige, leverandører. I al hemmelighed søgte Lindenov gennem kancellisekretæren Otte Krag at gøre kongen bekendt hermed; men hvordan han har stillet sig til underslæbene, er ikke opklaret.
Flåder førte han kun enkelte gange, således 1653 til Kattegat og 1656 til Østersøen. Af len havde han Helgeland 1646-51 og Utstein kloster 1652-55, begge i Norge.
I februar 1657 faldt han i Frederik 3.'s Unåde, forvistes hoffet og mistede sit embede på grund af beskyldninger om bedrageri; dog fik han umiddelbart efter Nykøbing Len (som han beholdt til 1661).
I februar 1658, under Københavns belejring, blev han overdraget tilsynet med forsvaret af Christianshavn.
Hans godser, som han havde søgt at udvide, bl.a. ved nedlæggelse af en hel landsby til Lindersvold, led meget ved krigen, og han gjorde tilmed betydelige udlæg til kronen, der forblev ubetalte, indtil han 1671 fik en del krongods og kongetiender.
Han døde 1679. Omkring 1646 var han blevet gift med Dorthe Tønnesdatter Friis (19. marts 1624-1652), datter af Tønne Friis til Hesselager.